# Bandeira de Amesterdão

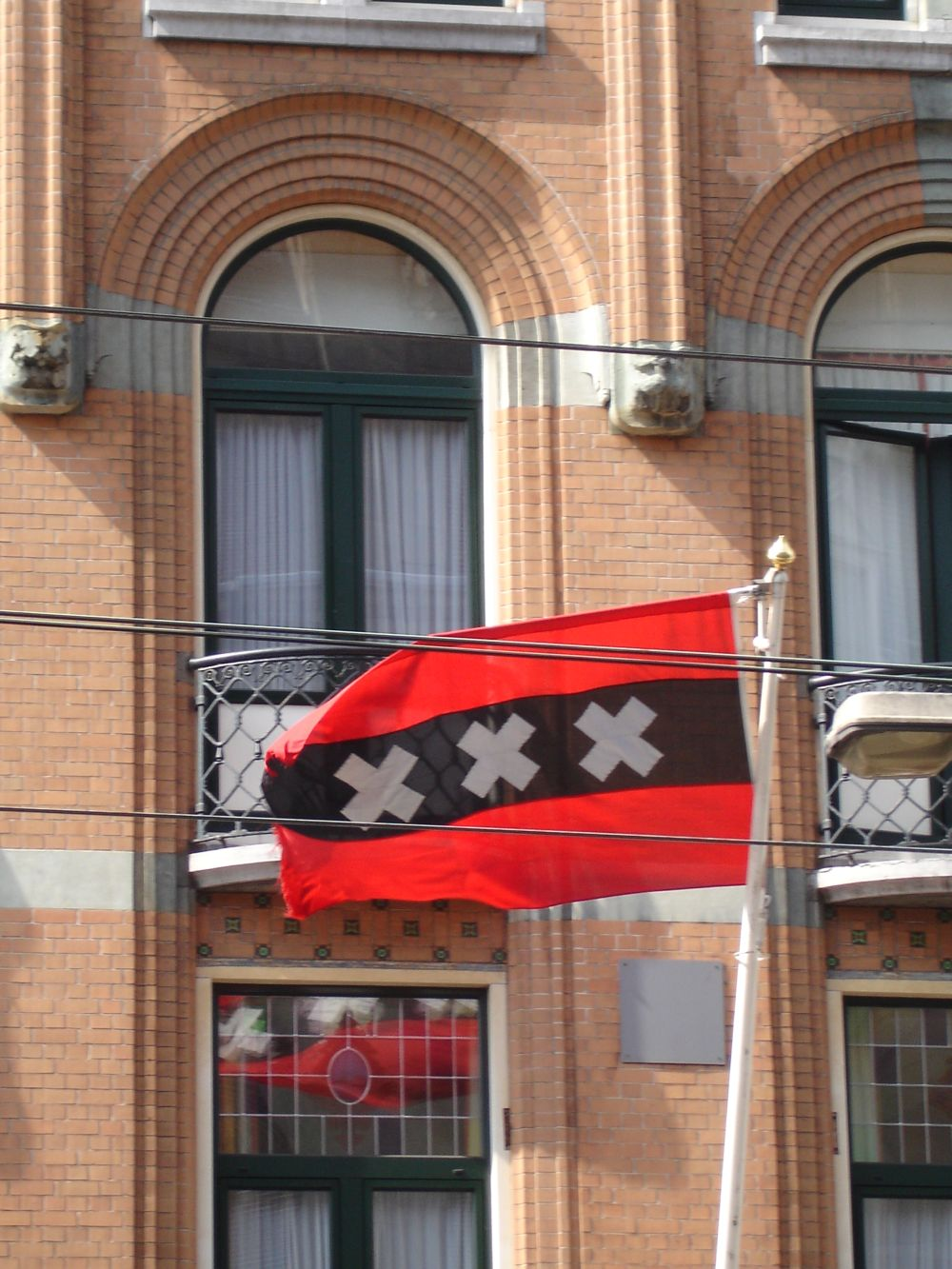
Bandeira de Amsterdam

A bandeira de Amesterdão é a bandeira oficial da cidade de Amesterdão, capital dos Países Baixos. O projeto atual da bandeira carrega três cruzes de Santo André e é baseado no escudo de armas da cidade. A bandeira foi adotada em 5 de fevereiro de 1975.